# Manifestació «Som una nació i tenim el dret de decidir»
La manifestació «Som una nació i tenim el dret de decidir», coneguda com a 18-F, va tenir lloc a la Gran Via de les Corts Catalanes el 18 de febrer de 2006, convocada per la Plataforma pel Dret de Decidir (PDD). La convocatòria s'escampà principalment per SMS i als blogs. Les xifres d'assistència, com acostuma a passar en aquests casos, van oscil·lar notablement segons les fonts. Segons la Plataforma, hi van participar 700.000 persones, xifra que la Guàrdia Urbana rebaixà fins a 125.000 i que el col·lectiu Contrastant deixà en unes 82.000.
Encapçalaren la manifestació, amb una pancarta amb el lema de la plataforma escrit, personalitats de la societat civil, com ara els actors Joel Joan, Lloll Bertran i els membres de Teatre de Guerrilla, el cantant del grup Els Pets Lluís Gavaldà, l'historiador Oriol Junqueras, els periodistes Vicent Partal i Martxelo Otamendi, o els escriptors Isabel-Clara Simó i Víctor Alexandre, entre d'altres.
La manifestació va rebre el suport d'Esquerra Republicana de Catalunya, mentre que la resta de partits van renunciar a participar-hi. CiU i PSC-PSOE van al·legar que no era el moment de mobilitzacions ciutadanes, mentre que ICV-EUiA considerava que s'havia d'apostar per fer una manifestació en contra del Partit Popular.
La manifestació fou precedida per l'acord entre el líder de Convergència i Unió, Artur Mas, i el president del govern espanyol, José Luis Rodríguez Zapatero, sobre l'estatut que seria aprovat per les Corts espanyoles, que modificava substancialment l'aprovat pel Parlament de Catalunya. La manifestació, primera mobilització de la PDD, agrupà diversos sectors crítics amb el pacte i la Plataforma va promoure el «No» en el referèndum estatutari de 2006.